# Prahins
Prahins (toponimo francese) è una frazione di 123 abitanti del comune svizzero di Donneloye, nel Canton Vaud (distretto del Jura-Nord vaudois).

## Storia

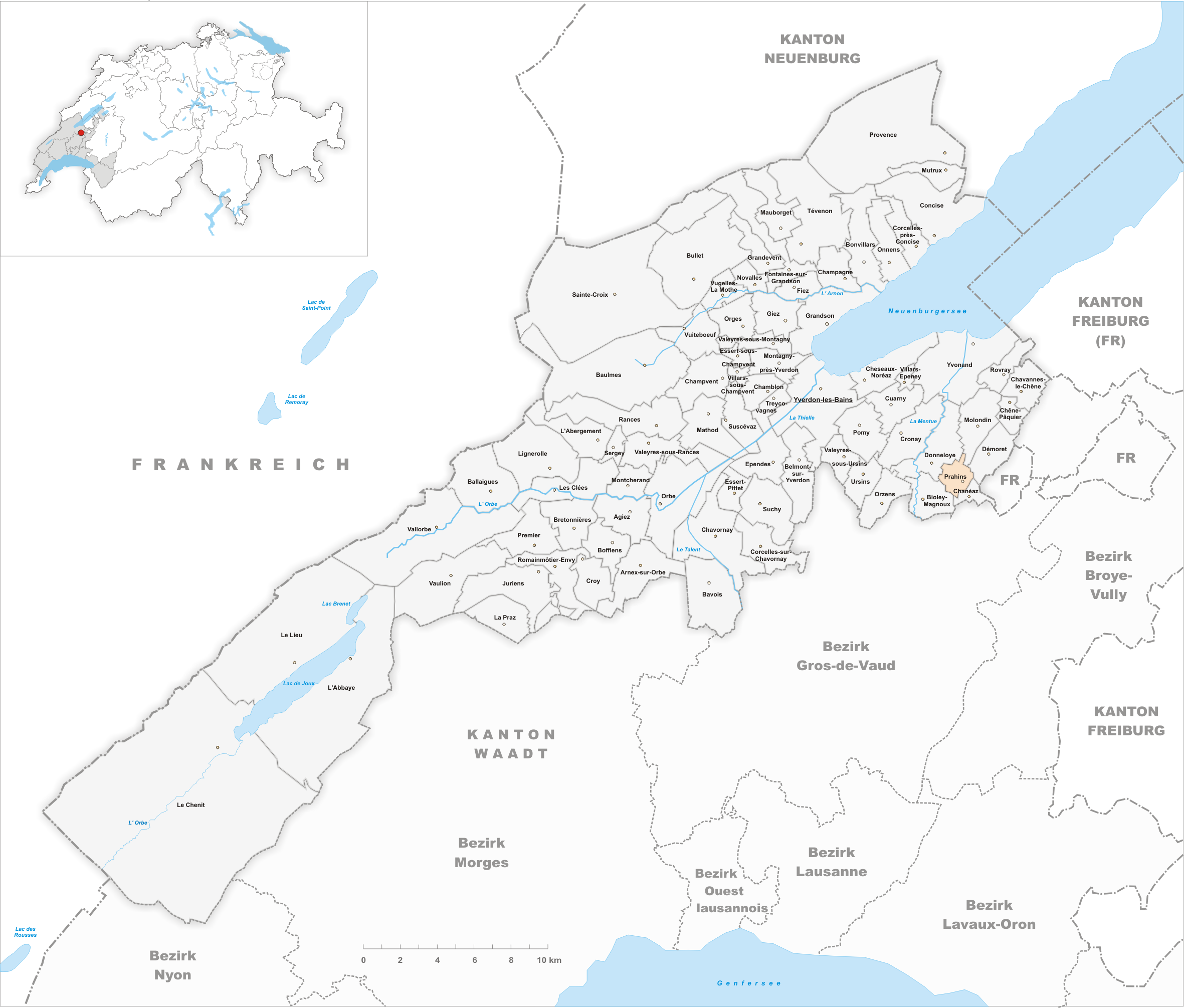
Il territorio del comune di Prahins prima degli accorpamenti comunali del 2012

Già comune autonomo che si estendeva per 2,42 km², nel 2012 è stato accorpato al comune di Donneloye.

## Società

### Evoluzione demografica
L'evoluzione demografica è riportata nella seguente tabella:
Abitanti censiti

## Amministrazione
Ogni famiglia originaria del luogo fa parte del cosiddetto comune patriziale e ha la responsabilità della manutenzione di ogni bene ricadente all'interno dei confini della frazione.